# Abbaye de Dunfermline
L’abbaye de Dunfermline est un ancien monastère de moines bénédictins sis dans la ville de 
Dunfermline, de la région de Fife en Écosse. Il s'agit d'un site historique important : à part Iona, c'est à Dunfermline que se trouve le plus grand nombre de sépultures royales de Calédonie (nom donné par l'Empire romain à la partie nord de la Grande-Bretagne).

## Histoire
Un prieuré est fondé à Dunfermline par le roi Malcolm III. Son fils Alexandre Ier choisit de s'y faire inhumer. Peu avant, le prieur Pierre avait fait partie de l'ambassade envoyée par le roi Alexandre Ier à Raoul d'Escures archevêque de Cantorbéry afin de lui demander d'investir Eadmer l'un de ses moines comme évêque de Saint Andrews. Peu après son accession au trône l'abbaye fut établie en 1124 par le roi David Ier, avec l'aide de treize bénédictins venus de Cantorbéry. le premier abbé est choisi parmi ces moines; il se nomme Gaufrid Ier (latin Gosfredus, anglais Geoffrey) du fait de l'absence d'évêque légitime dans le diocèse de Saint Andrews il n'est consacré abbé qu'en 1127. Il ne disparaît  qu'en octobre 1154 précédé dans la mort en 1133 par le prieur Pierre. Gaufrid Ier a comme successeur son neveu et homonyme Gaufrid II consacré abbé en novembre 1154 et dont l'abbatiat dure 24 ans jusqu'en 1178
Dunfermline et son église de la Sainte Trinité (Church of the Holy Trinity) devinrent le centre du culte voué à sainte Marguerite d'Écosse, épouse de Malcolm et mère de David. Durant l'hiver 1303, la cour du roi Édouard Ier d'Angleterre siégea à l'abbaye, et la plupart des bâtiments furent brûlés lorsqu'il en partit l'année suivante. En mars 1560, les réformateurs mirent à sac l'église mais épargnèrent la nef. L'ensemble fut réparé en 1570 par Robert Drummond de Carnock.

## Sépulture de la famille royale d'Écosse

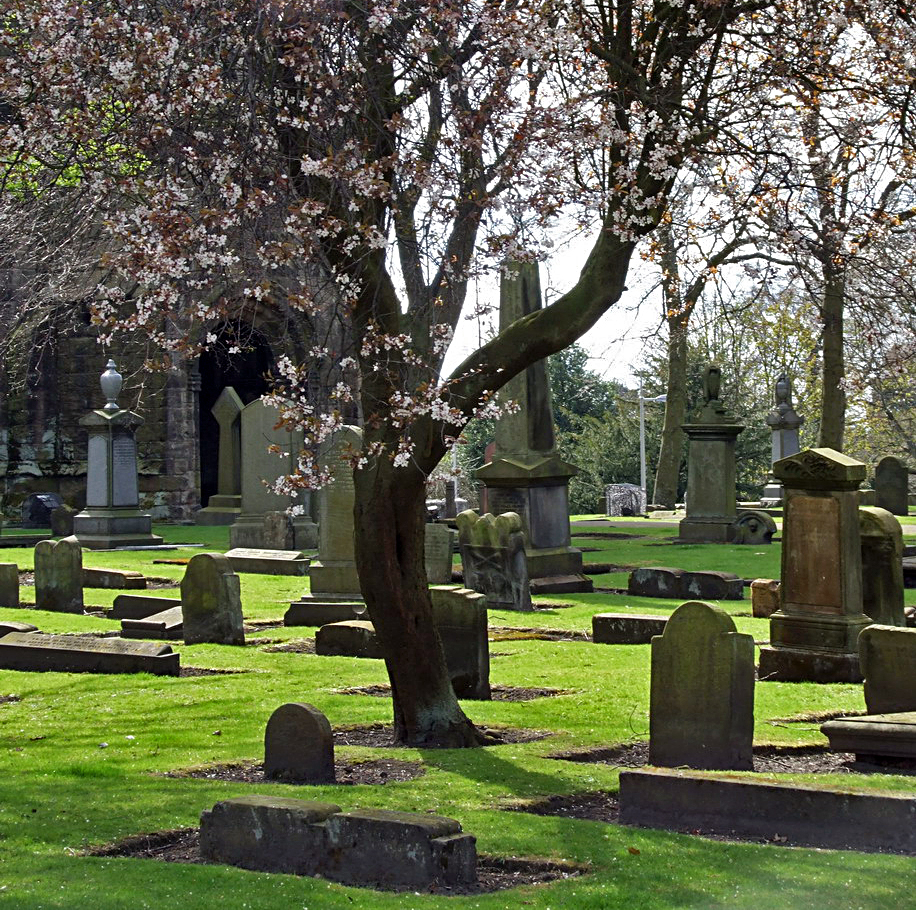
Cimetière de Dunfermline.

- Sainte Marguerite d'Écosse y fut enterrée en 1093. Le 19 juin 1250, à la suite de sa canonisation, ses restes furent exhumés et placés dans un reliquaire sur l'autel. Les restes de son époux, Malcolm III d'Écosse, furent également exhumés. Notons que la sépulture de sainte Marguerite fut restaurée et adjointe d'une clôture sous l'ordre de la reine Victoria.
- Duncan II d'Écosse (1094), fils de Malcolm, y fut enterré avec sa femme.
- Edgar Ier d'Écosse, fils de Malcolm, y fut enterré en 1107.
- Alexandre Ier d'Écosse (1124), fils de Malcolm, y fut enterré avec son épouse Sibylle de Normandie (1122).
- David Ier d'Écosse (1153), dernier des fils de Malcolm, y fut enterré avec son épouse Maud de Huntingdon (1130).
- Malcolm IV d'Écosse, petit-fils du précédent, enterré en 1165.
- Alexandre III d'Écosse (1286), enterré avec sa première femme, Marguerite d'Angleterre (1275) et leurs enfants, David d'Écosse (1281) et Alexandre d'Écosse (1284).

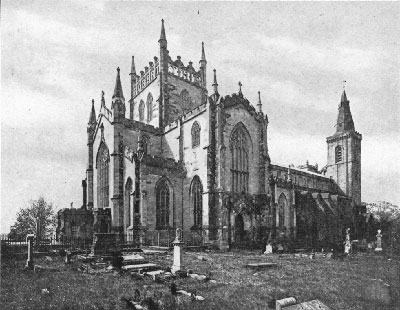
L'abbaye de Dunfermline vers 1919.

- Élisabeth de Bourg, seconde épouse de Robert Bruce, enterrée en 1327.
- Robert Bruce fut enterré en 1329 dans le chœur, où s'élève à présent la nouvelle église paroissiale. Bien que son cœur soit à Melrose, ses ossements reposent à Dunfermline. Le squelette fut découvert en 1818, et ré-enterré en grande pompe sous la chaire de la nouvelle église. En 1891, la chaire fut déplacée et une dalle de cuivre fut insérée dans le sol pour indiquer l'emplacement du caveau royal.
- Matilda, fille du précédent, y fut enterrée en 1353.
- Annabella Drummond, épouse de Robert III d'Écosse, y fut enterrée en 1401.
- Robert Stuart, duc d'Albany y fut enterré en 1420.

Bien que Dunfermline soit plus connue comme la sépulture des rois d'Écosse, c'est aussi là qu'eut lieu la naissance de Charles Ier d'Angleterre en 1600 (dernier monarque britannique né en Écosse), et le mariage de David Lindsay en 1611.

## Liste des abbés, prieurs et prêtres de Dunfermline
Les personnages suivants étaient à la tête d'abbayes par ordre décroissant d'importance. 

## L'ancienne église et la nouvelle

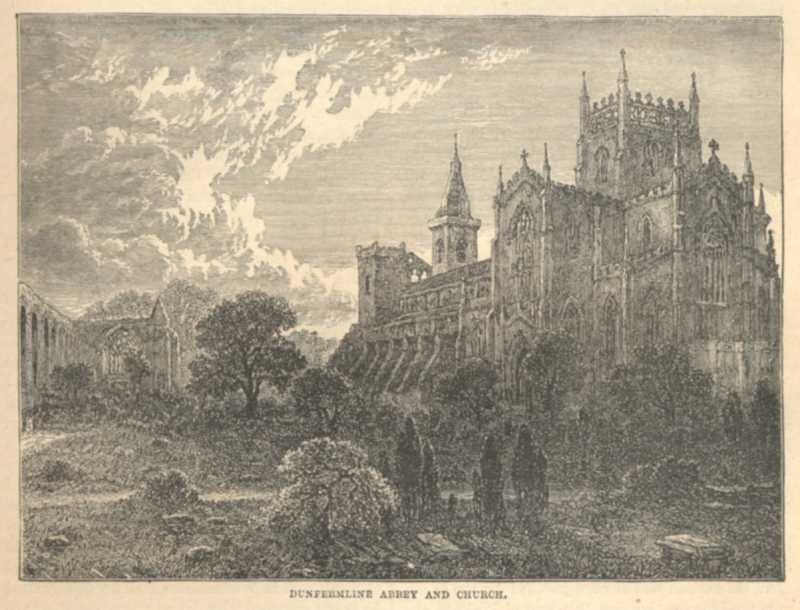
Illustration tirée de l’histoire d'Écosse de Cassell (1902).

L'ancienne église resta en service comme église paroissiale jusqu'au XIXe siècle. Elle forme à présent le vestibule d'une nouvelle église ouverte en 1821; celle-ci fut édifiée là où se trouvaient le chœur et le transept (nef transversale séparant la nef centrale du chœur). Notons que seul l'emplacement est commun : la nouvelle église diffère non seulement en proportions mais aussi en style. Tandis que la nouvelle fut édifiée dans le style dit perpendiculaire, l'ancienne était un bel exemple de l'architecture simple et massive des Normands, comme la nef en atteste. Les anciennes fondations se trouvent sous la nef, et témoignent ainsi d'une architecture romane du XIIe siècle. On peut observer deux portes splendides du temps des Normands, dont l'une fut exposée en 1903 lorsque des maçons travaillaient sur un mémorial pour les soldats tombés lors de la seconde guerre des Boers; un nouvel endroit fut trouvé pour le mémorial, de façon à garder l'ancienne entrée.

## De nos jours

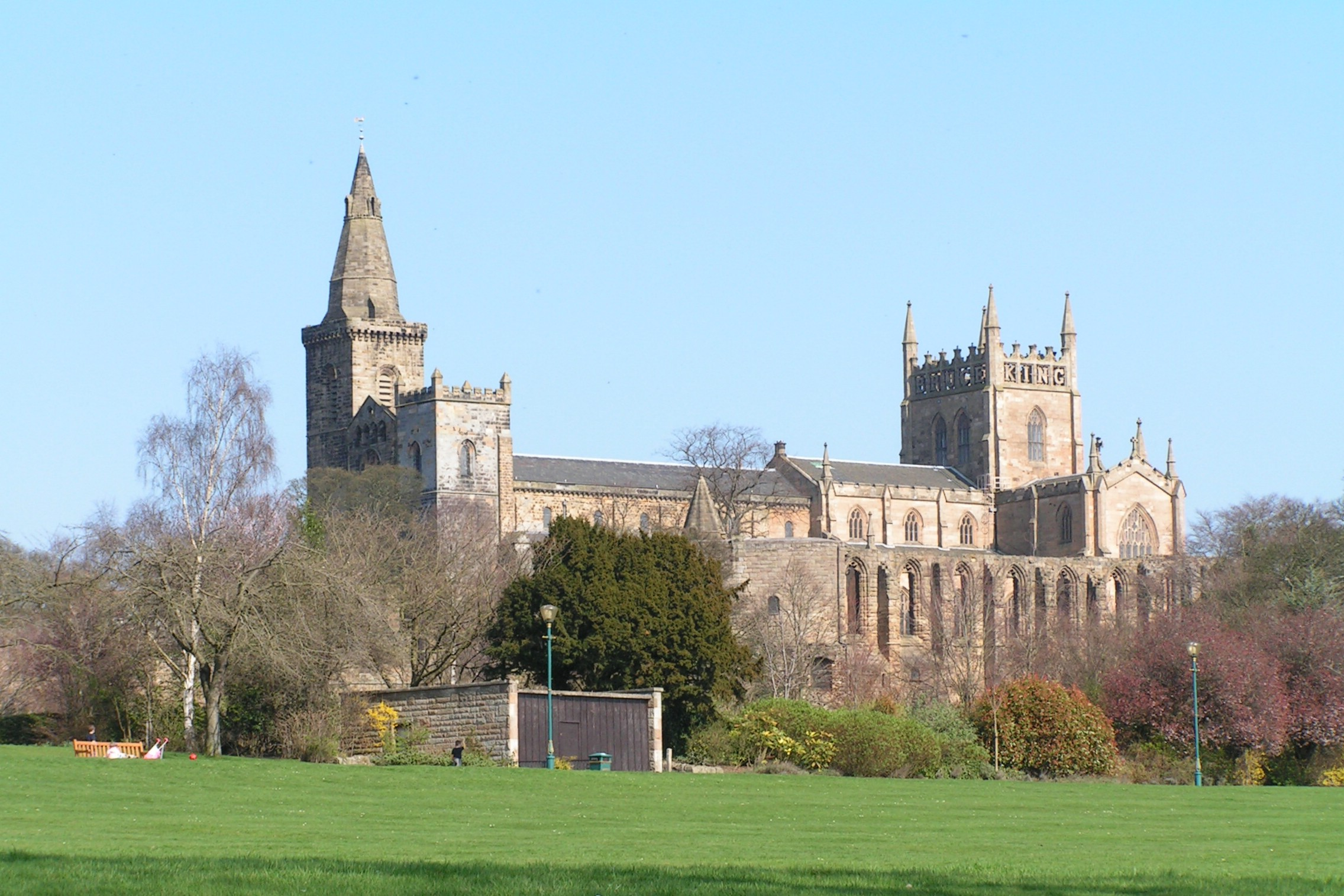

Le bâtiment de l'église actuel (là où s'élevait l'ancien chœur) est toujours utilisé comme église paroissiale par l'Église d'Écosse, sous le nom d'abbaye de Dunfermline. En 2002, la congrégation comptait 806 membres. Le ministre du culte est le révérend Alastair Jessamine depuis 1991. La structure est entretenue grâce aux fonds publics, et la générosité de particuliers a fourni de nombreux vitraux. De l'ancien monastère nous est parvenu le mur sud du réfectoire avec une fenêtre. À proximité de l'abbaye se trouvent les ruines du palais de Dunfermline.

## Galerie

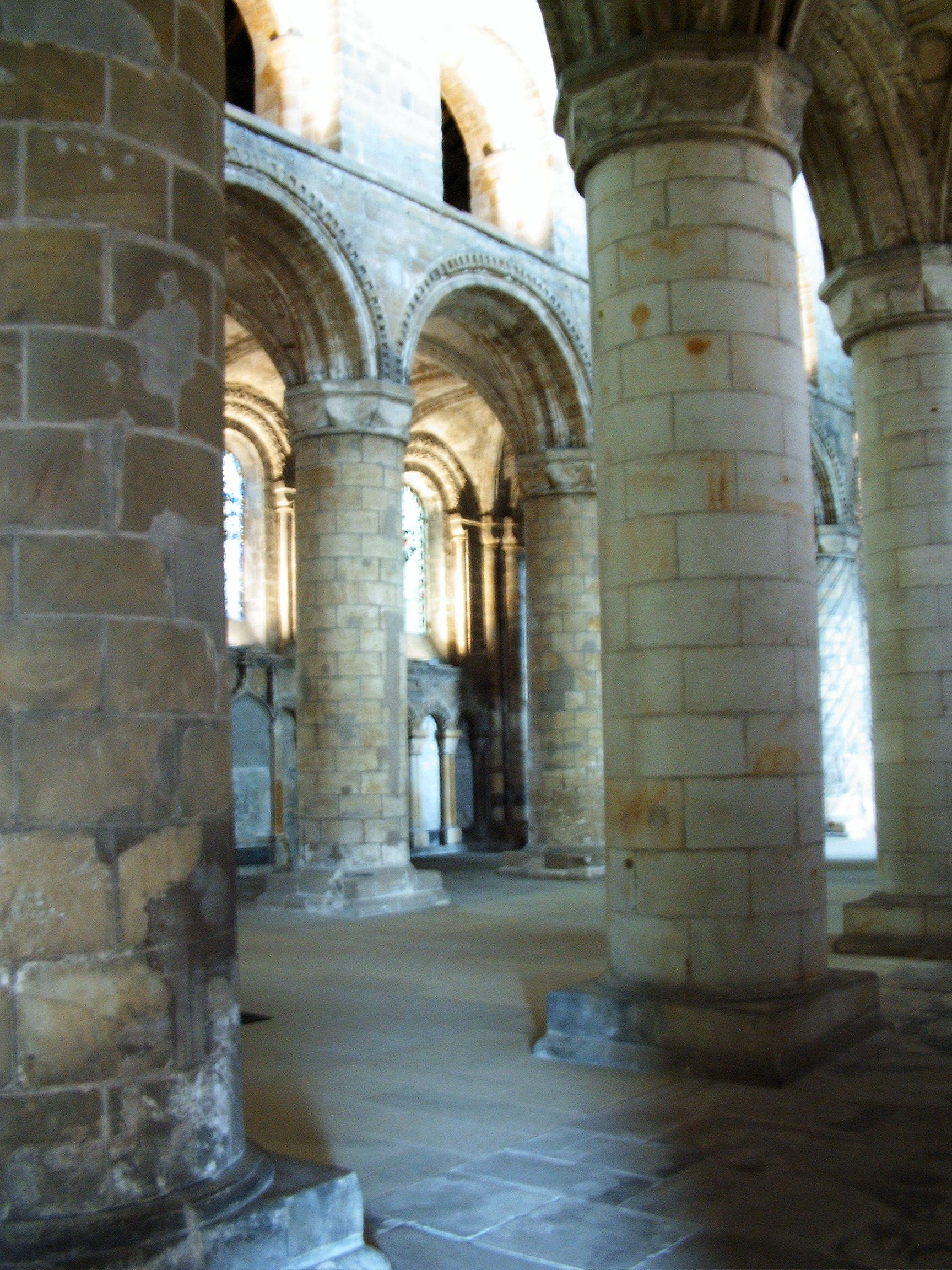
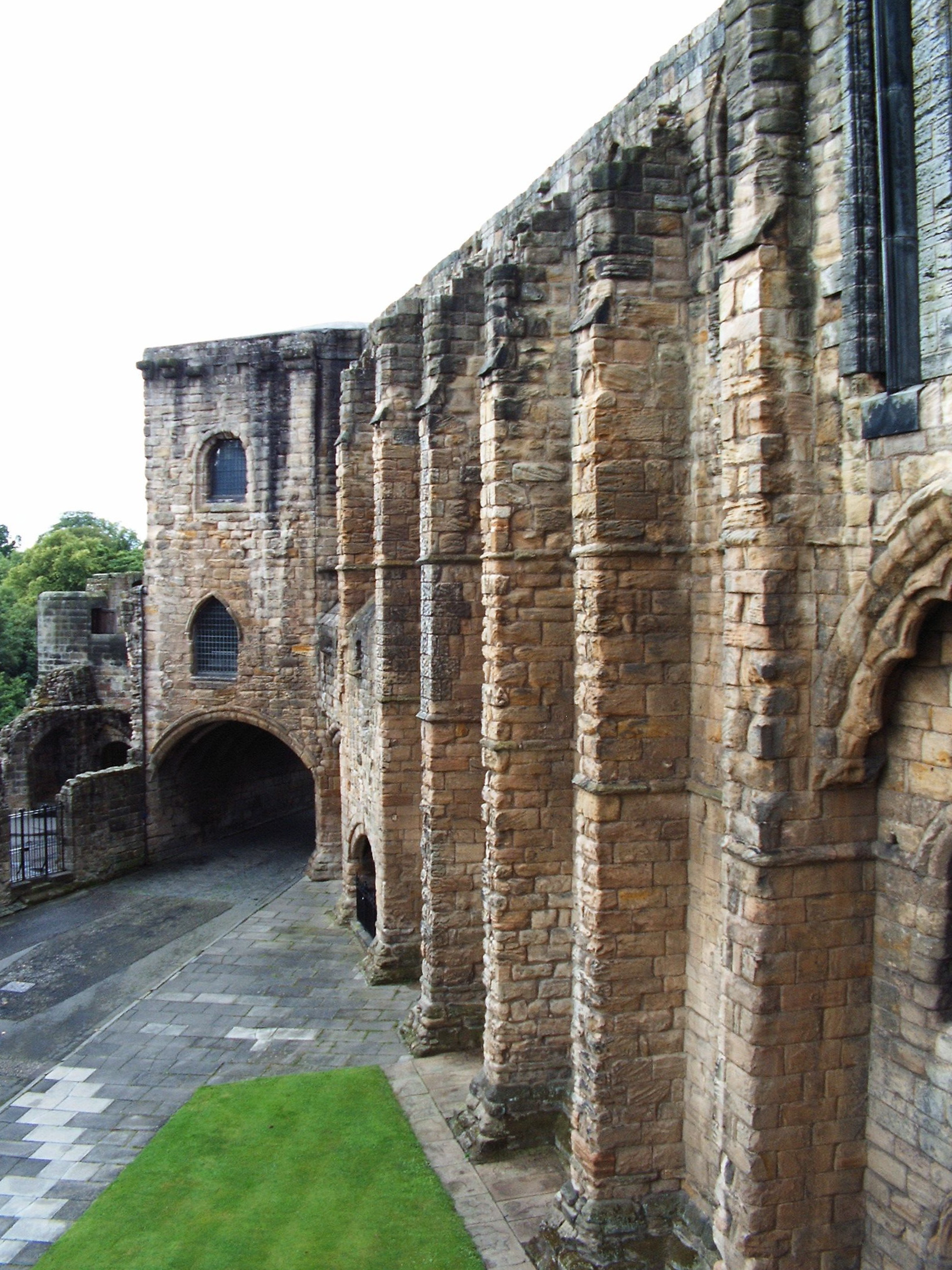
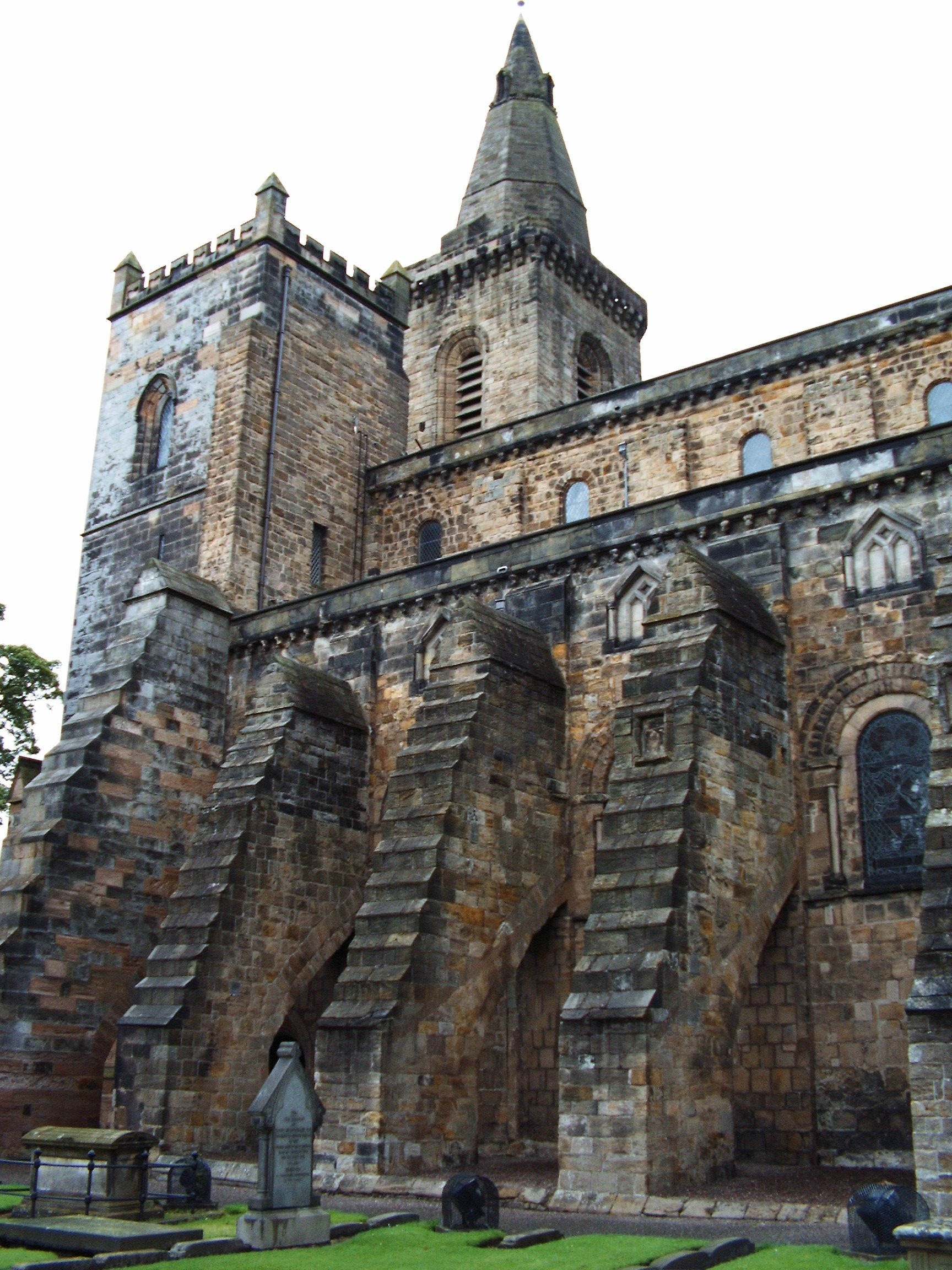
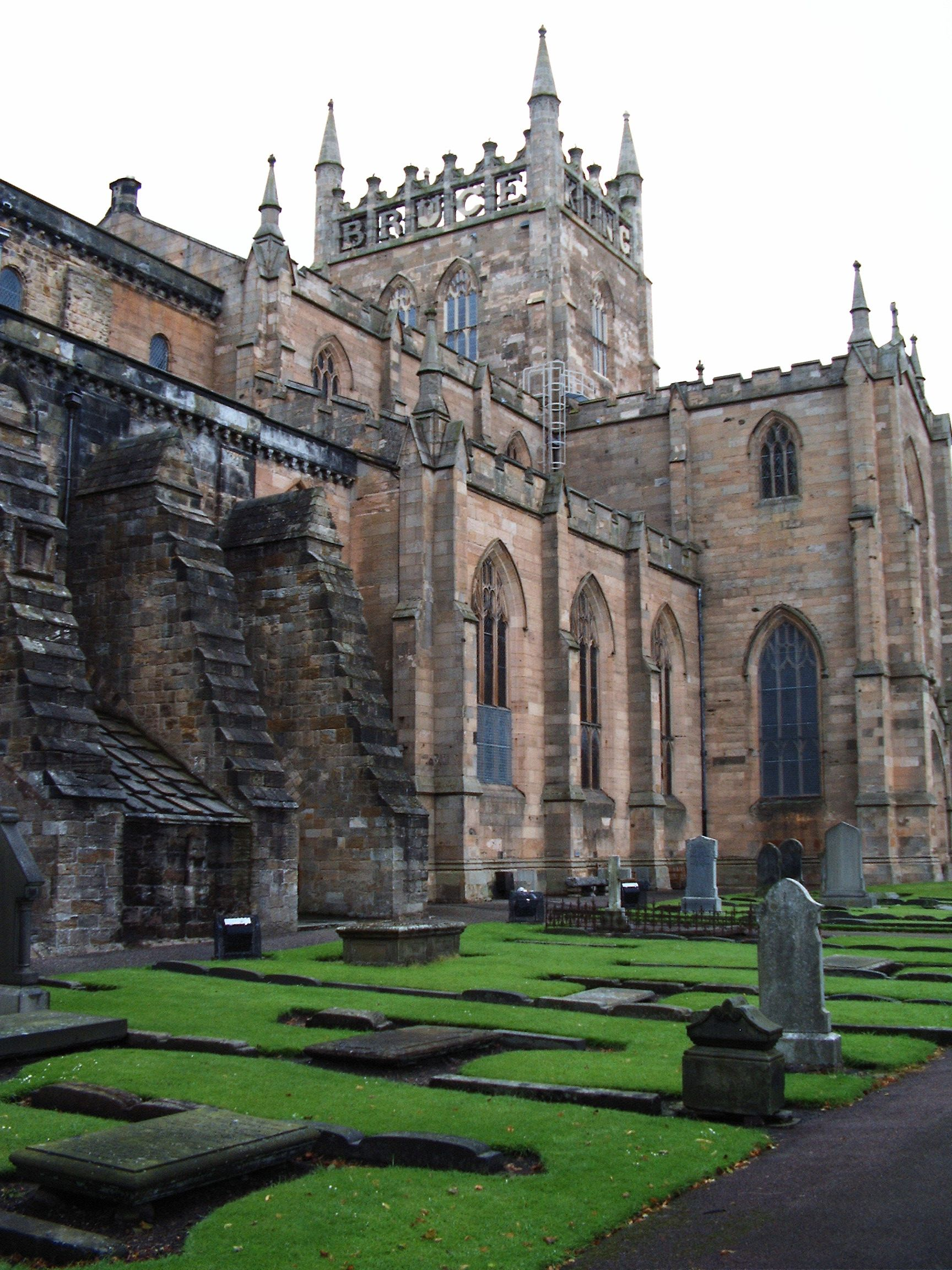